# هاكون اولسن
هاكون اولسن (بالنرويجية البوكمول: Håkon Olsen)‏ هو مصارع رياضي نرويجي، ولد في 22 مارس 1927 في نوتودن في النرويج، وتوفي في 15 سبتمبر 1992.

## وصلات خارجية
- هاكون اولسن على موقع أوليمبيديا (الإنجليزية)